# Bertel Nilsson
Bertel Nilsson (né le 13 octobre 1887 à Oulu et mort le 29 mai 1939) est un sculpteur finlandais. 

## Biographie
Il passe son baccalauréat en 1907.
Il étudie en 1907–1909 et 1910–1911 à l'école de dessin de l'Association finlandaise des Arts et à la salle de dessin de l'université d'Helsinki.
Il part en voyage d'études à Copenhague en 1910 et à Paris en 1911–1912. 

## Œuvres majeures
- L'ours pêchant, Kaivopuisto, Helsinki (1916)[1].
- Aigles, Jardin botanique de l'université d'Helsinki, Helsinki (1913)[2]
- Hangon vapaudenpatsas, Hanko (1921)[3]
- Mémorial à Sigfridus Aronus Forsius, Église d'Ekenäs (1924)[4]
- Sculpture en mémoire de Nils Ehrenskiöld, Riilahti (1928)
- Minnessten, Karis (1934)

## Quelques œuvres

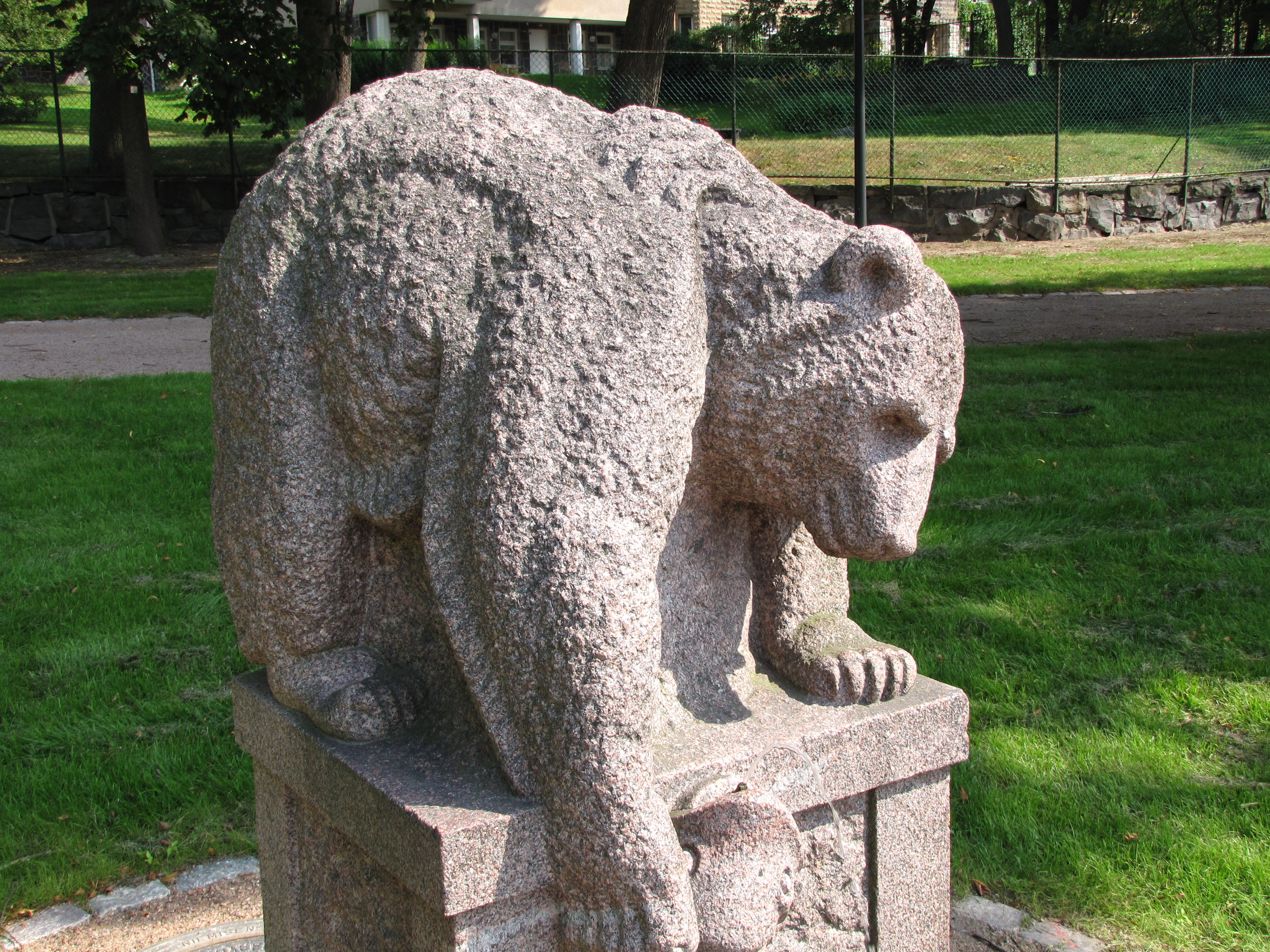
L'ours pêchant dans le parc de Kaivopuisto.
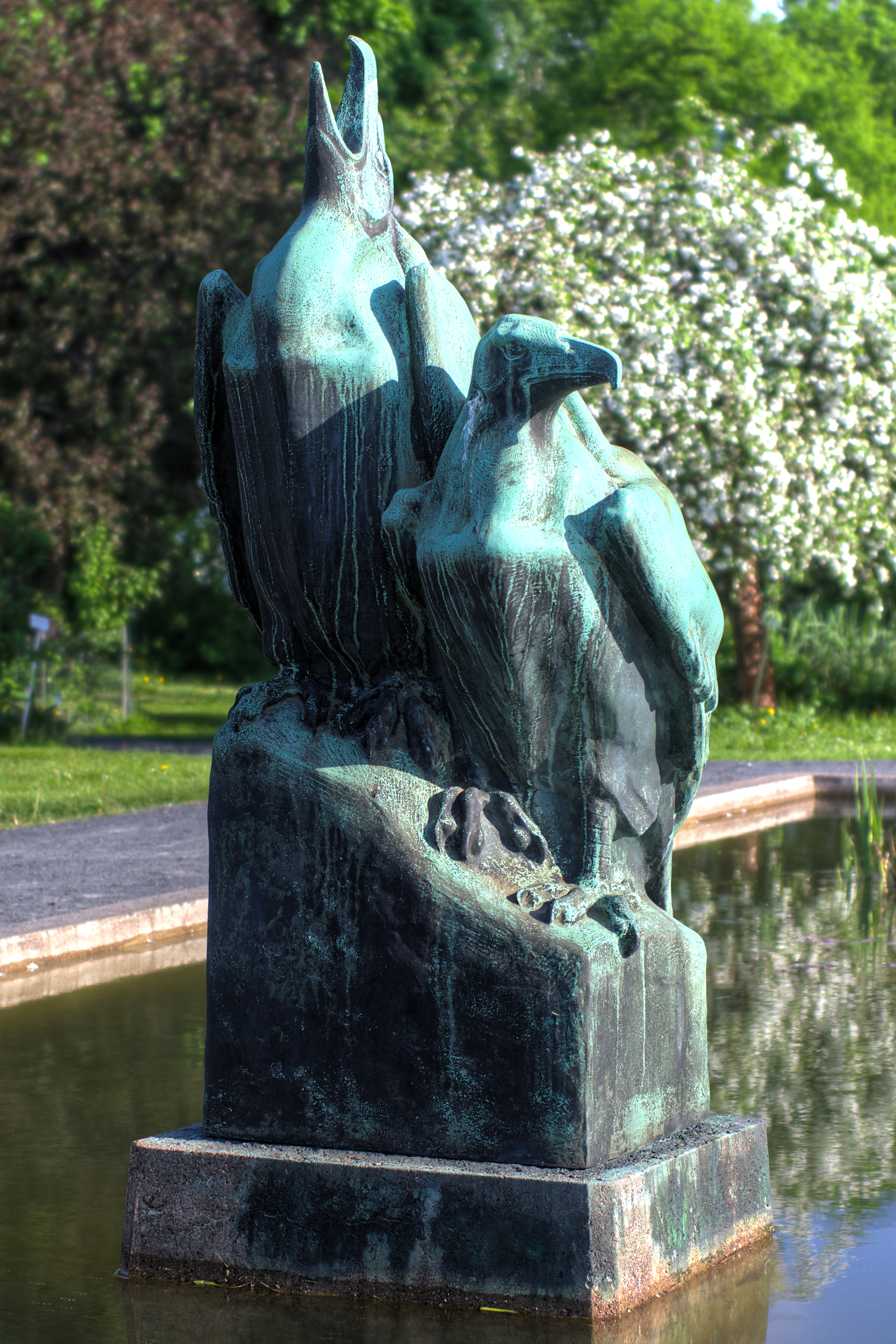
Aigles au Jardin botanique de l'université d'Helsinki.